# ميدالية برنزية

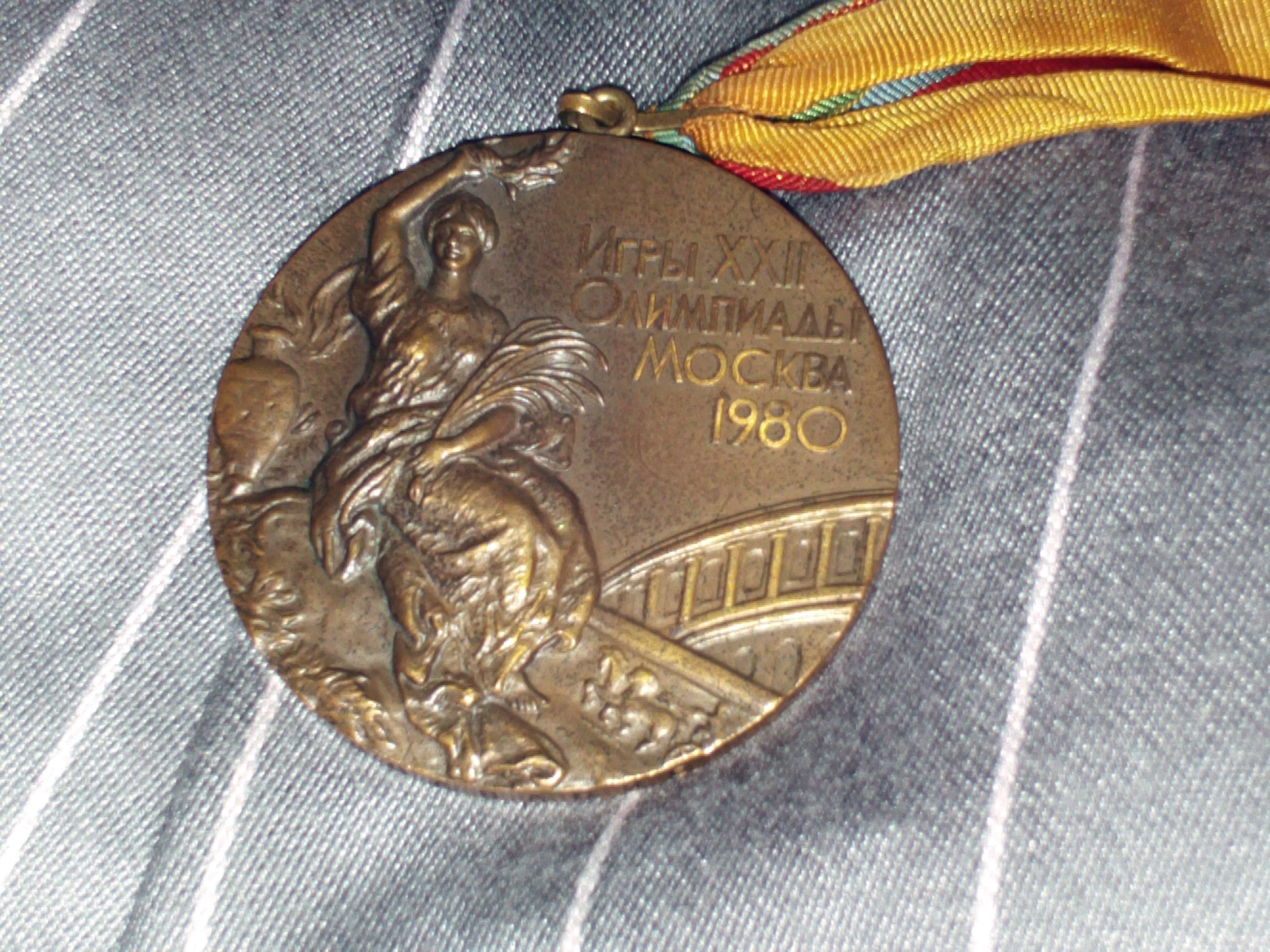
الميدالية البرنزية من دورة الألعاب الاولمبية الصيفية 1980

المِيدَالِيةُ البُرُنْزِيَّةُ في الألعاب الرياضية وغيرها من المنافسات هي ميدالية مصنوعة من البرنز تُمنح لصاحب المركز الثالث في المسابقات أو المنافسات مثل الألعاب الأولمبية، ألعاب الكومنولث. يتلقى الفائز بالمركز الأول الميدالية الذهبية والمركز الثاني الميدالية الفضية. يُعتبر البرنز تقليديا المعدن الأكثر شيوعا لجميع أنواع من الميداليات عالية الجودة.

## روابط خارجية
- Medal Designs for all Olympic Games